# مويسيس أرياس
مويسيس أرياس (بالرومانية: Moises Arias)‏ ولد في (18 أبريل 1994) في مدينة نيويورك، الولايات المتحدة الأمريكية، ممثل أمريكي، واشتهر لدوره ريكو سوافي على مسلسل قناة ديزني هانا مونتانا, وقام بتمثيل في مسلسله الجديد برنامج مويسيس القواعد!.

## المهنة
لقد قدم ضيفا على المظاهر يظهر مثل ذا سويت لايف أوف زاك أند كودي، حيث لعب بدور راندال، وهو طفل في كورليون على الجميع يكره كريس، وتكرار ظهور بدور وريكو على مسلسل قناة ديزني هانا مونتانا, حيث أصبح سلسلة منتظمة في موسم المعرض الثاني لابن مالك متجر «ريكو» على بيتش إن 2009، ولعب بدور اندريه في قناة ديزني دادنابيد الفيلم الأصلي. كما منتظم على قناة ديزني، وشارك في دورة الألعاب أرياس الأولى والثانية قناة ديزني على الفريق الأحمر. كما شارك في الشوطين الثالث قناة ديزني على الفريق الأصفر (المذنبات) .
وقد ظهر أيضا في أشرطة الفيديو والموسيقى لبيرل جام، الإخوة جوناس (استغاثة)، وبارمالي،  وفيلم ناتشو ليبر (دور ثانوي) بجانب الممثل الكوميدي جاك بلاك. شارك في مهرجان غوادالاخارا (2009) أثناء عرض فيلم لعبة الكمال مع إيفا لانغوريا. وقال إنه وشقيقه توجيه سلسلة من الأفلام يوتيوب تحت اسم المستخدم (بالإنجليزية: Moiswashere)‏. انهم يعملون حاليا على فيلم يسمى موتو الجنون. وقال إنه كانت واردة في استراحة الكبير بيتهوفن في عام 2008، بيلي.
يبدو ارياس على الأسرة إسبن شبكات كمراسلة 'تهميش' متجولا إجراء مقابلات مع المشجعين واللاعبين في بطولة العالم 2009 ليتل لكرة القدم. أرياس أيضا دور البطولة في الفيلم الكبير بيتهوفن فاصل في 2008. ظهرت في أرياس سحرة حي ويفرلي ولعب ماكس (جيك ت أوستن) 'الضمير. اعتبارا من أغسطس 2010 التحديث وهو الظهور في الموسم الرابع من هانا مونتانا .

## الحياة الشخصية
الآباء ارياس من المنطقة البيزه من كولومبيا، وانه يجيد اللغة الأسبانية.

## فيلموغرافيه

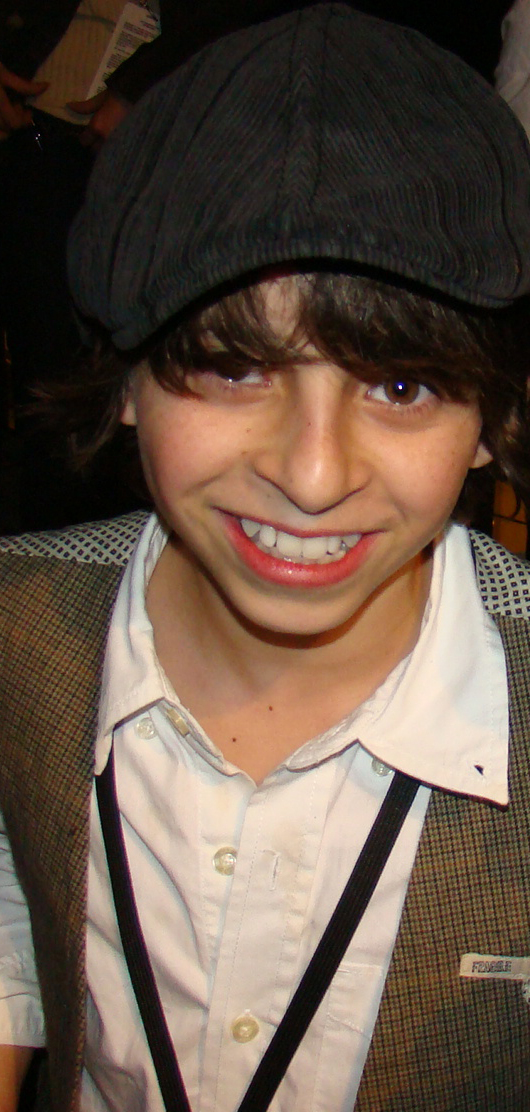
مويسيس أرياس في يناير, 2008

| السنة | الأفلام                 |
| ----- | ----------------------- |
| 2003  | ناتشو ليبر              |
| 2008  | بيتهوفن فاصل كبير       |
| 2009  | دادنابيد                |
| 2009  | لعبة الكمال             |
| 2009  | هانا مونتانا: ذا موفي   |
| 2010  | أسترو بوي               |
| 2011  | مارفن ذا مارشن          |
| 2013  | أنا الحقير الجزء الثاني |

| السنة       | التلفزيون                     |
| ----------- | ----------------------------- |
| 2005        | الكل يكره كريس                |
| 2006        | ذا سويت لايف أوف زاك أند كودي |
| 2006 - 2011 | هانا مونتانا                  |
| 2006        | ألعاب قناة ديزني 2006         |
| 2007        | سيكستين                       |
| 2007        | ألعاب قناة ديزني 2007         |
| 2008        | ألعاب قناة ديزني 2008         |
| 2008        | استوديو العاصمة: تقريبا لايف  |
| 2009        | فينياس وفيرب                  |
| 2009        | سحرة حي ويفرلي                |
| 2009        | مويسيس القواعد                |